# Deprea cardenasiana
Deprea cardenasiana är en potatisväxtart som beskrevs av A.T. Hunziker. Deprea cardenasiana ingår i släktet Deprea och familjen potatisväxter. Inga underarter finns listade i Catalogue of Life.